# Osedax
Genre
Osedax est un genre de vers annélides polychètes nécrophages de la famille des Siboglinidae. Ces espèces se nourrissent d'os de baleines. 

## Systématique
Le genre Osedax a été créé en 2004 par Greg W. Rouse (d), Shana K. Goffredi (d) et Robert Charles Vrijenhoek (d). Il compte près d'une trentaine d'espèces décrites.

## Découverte
Les premières espèces ont été collectées en 1996. D'autres ont été découverts en février 2002 par le sous-marin océanographique ROV Tiburon au large de la Californie, dans le canyon de Monterey à une profondeur de 2 800 m.
Fin 2005, une expérience menée par des biologistes marins suédois a permis la découverte d'une nouvelle espèce dans la mer du Nord, à l'ouest de la Suède. Les scientifiques ont immergé par 120 m de fond la carcasse d'une baleine de Minke échouée. Celle-ci a été surveillée pendant plusieurs mois. À une si faible profondeur, les biologistes ont été surpris de découvrir une nouvelle espèce, qu'ils ont nommée Osedax mucofloris.
Craig Smith, un chercheur de Hawaï, suggère qu'environ la moitié des espèces du genre Osedax ont pu disparaître lorsque les grandes chasses à la baleine de la fin du XIXe siècle ont éliminé 90 % de celles-ci.

## Description

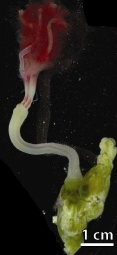
Osedax rubiplumus.

Osedax signifie mangeur d'os en latin, une allusion à la façon dont ces vers creusent les os des carcasses de baleines grises pour atteindre les lipides dont ils se nourrissent. N'ayant ni bouche ni estomac, ils digèrent ces graisses grâce à des bactéries symbiotes de l'ordre des Oceanospirillales, qui rejettent des nutriments qu'ils peuvent assimiler.
Les espèces du genre Osedax ont des « plumes » colorées qui leur servent de branchies et une structure inhabituelle ressemblant à une racine, qui absorbe les nutriments. Le dimorphisme sexuel est extrême : Les Osedax mâles sont microscopiques et vivent en "harems" à l'intérieur de la chambre du tube gélatineux qui entoure chaque femelle. Une femelle peut abriter des centaines de ces mâles dans son tube; les mâles produisent leurs spermatozoïdes au stade larvaire.
Le rôle de ces espèces dans la dégradation des vertébrés marins reste l’objet de controverses. Certains spécialistes estiment que le genre est spécifique aux ossements des baleines, tandis que d'autres pensent qu'il est plus « généraliste ». Cette controverse est due à un paradoxe biogéographique : en dépit de la rareté et de l'irrégularité des morts de baleines en haute mer, Osedax possède une large répartition géographique et des espèces relativement diverses. L'une des hypothèses avancées pour expliquer ce paradoxe est que ceux-ci seraient capables de coloniser les restes d'autres vertébrés. Cette hypothèse est confortée par une expérience utilisant des os de bovidés suspendus au-dessus des fonds marins : plusieurs espèces d’Osedax ont réussi à les occuper. Osedax a aussi été observé colonisant des ossements présents dans des déchets rejetés par des navires. D'autres scientifiques ont contredit cette hypothèse en faisant remarquer que l'expérience des os de bovidés ne correspond à aucune situation naturelle et que la probabilité que des ossements d'origine terrestre se retrouvent au fond de l'océan en quantité significative est infime. Ils font aussi remarquer que dans de nombreux cas, les ossements disparaissent trop vite pour qu’Osedax ait le temps de les coloniser.

## Liste des espèces
Selon World Register of Marine Species (25 mars 2022) :
- Osedax antarcticus Glover, Wiklund & Dahlgren, 2013
- Osedax braziliensis Fujiwara, Jimi, Sumida, Kawato & Kitazato, 2019
- Osedax bryani Rouse, Goffredi, Johnson & Vrijenhoek, 2018
- Osedax crouchi Amon, Wiklund, Dahlgren, Copley, Smith, Jamieson & Glover, 2014
- Osedax deceptionensis Taboada, Cristobo, Avila, Wiklund & Glover, 2013
- Osedax docricketts Rouse, Goffredi, Johnson & Vrijenhoek, 2018
- Osedax fenrisi Eilertsen, Dahlgren & Rapp, 2020
- Osedax frankpressi Rouse, Goffredi & Vrijenhoek, 2004
- Osedax jabba Rouse, Goffredi, Johnson & Vrijenhoek, 2018
- Osedax japonicus Fujikura, Fujiwara & Kawato, 2006
- Osedax knutei Rouse, Goffredi, Johnson & Vrijenhoek, 2018
- Osedax lehmani Rouse, Goffredi, Johnson & Vrijenhoek, 2018
- Osedax lonnyi Rouse, Goffredi, Johnson & Vrijenhoek, 2018
- Osedax mucofloris Glover, Kallstrom, Smith & Dahlgren, 2005
- Osedax nordenskjoeldi Amon, Wiklund, Dahlgren, Copley, Smith, Jamieson & Glover, 2014
- Osedax packardorum Rouse, Goffredi, Johnson & Vrijenhoek, 2018
- Osedax priapus Rouse, Wilson, Worsaae & Vrijenhoek, 2015
- Osedax randyi Rouse, Goffredi, Johnson & Vrijenhoek, 2018
- Osedax rogersi Amon, Wiklund, Dahlgren, Copley, Smith, Jamieson & Glover, 2014
- Osedax roseus Rouse, Worsaae, Johnson, Jones & Vrijenhoek, 2008
- Osedax rubiplumus Rouse, Goffredi & Vrijenhoek, 2004
- Osedax ryderi Rouse, Goffredi, Johnson & Vrijenhoek, 2018
- Osedax sigridae Rouse, Goffredi, Johnson & Vrijenhoek, 2018
- Osedax talkovici Rouse, Goffredi, Johnson & Vrijenhoek, 2018
- Osedax tiburon Rouse, Goffredi, Johnson & Vrijenhoek, 2018
- Osedax ventana Rouse, Goffredi, Johnson & Vrijenhoek, 2018
- Osedax westernflyer Rouse, Goffredi, Johnson & Vrijenhoek, 2018

## Publication originale
- (en) G. W. Rouse, S. K. Goffredi et R. C. Vrijenhoek, « Osedax: bone-eating marine worms with dwarf males », Science, Amérique septentrionale, AAAS, vol. 305, no 5684,‎ 1er juillet 2004, p. 668-671 (ISSN 0036-8075 et 1095-9203, OCLC 1644869, PMID 15286372, DOI 10.1126/SCIENCE.1098650, lire en ligne).